# Oxalis hirta
Oxalis hirta är en harsyreväxtart som beskrevs av Carl von Linné. Oxalis hirta ingår i släktet oxalisar, och familjen harsyreväxter.

## Underarter
Arten delas in i följande underarter:
- O. h. canescens
- O. h. intermedia
- O. h. polioeides
- O. h. secunda
- O. h. tenuicaulis
- O. h. tubiflora